# Pleszew
Pleszew (Duits: Pleschen) is een stad in het Poolse woiwodschap Groot-Polen, gelegen in de powiat Pleszewski. De oppervlakte bedraagt 13,19 km², het inwonertal 17.892 (2005).

## Verkeer en vervoer
- Station Pleszew

## Geboren
- Teodor Jeske-Choiński (1854-1920), schrijver, historicus en literatuurcriticus
- Heinz Kattner (1892-1945), Wehrmachtgeneraal